# Куркуль

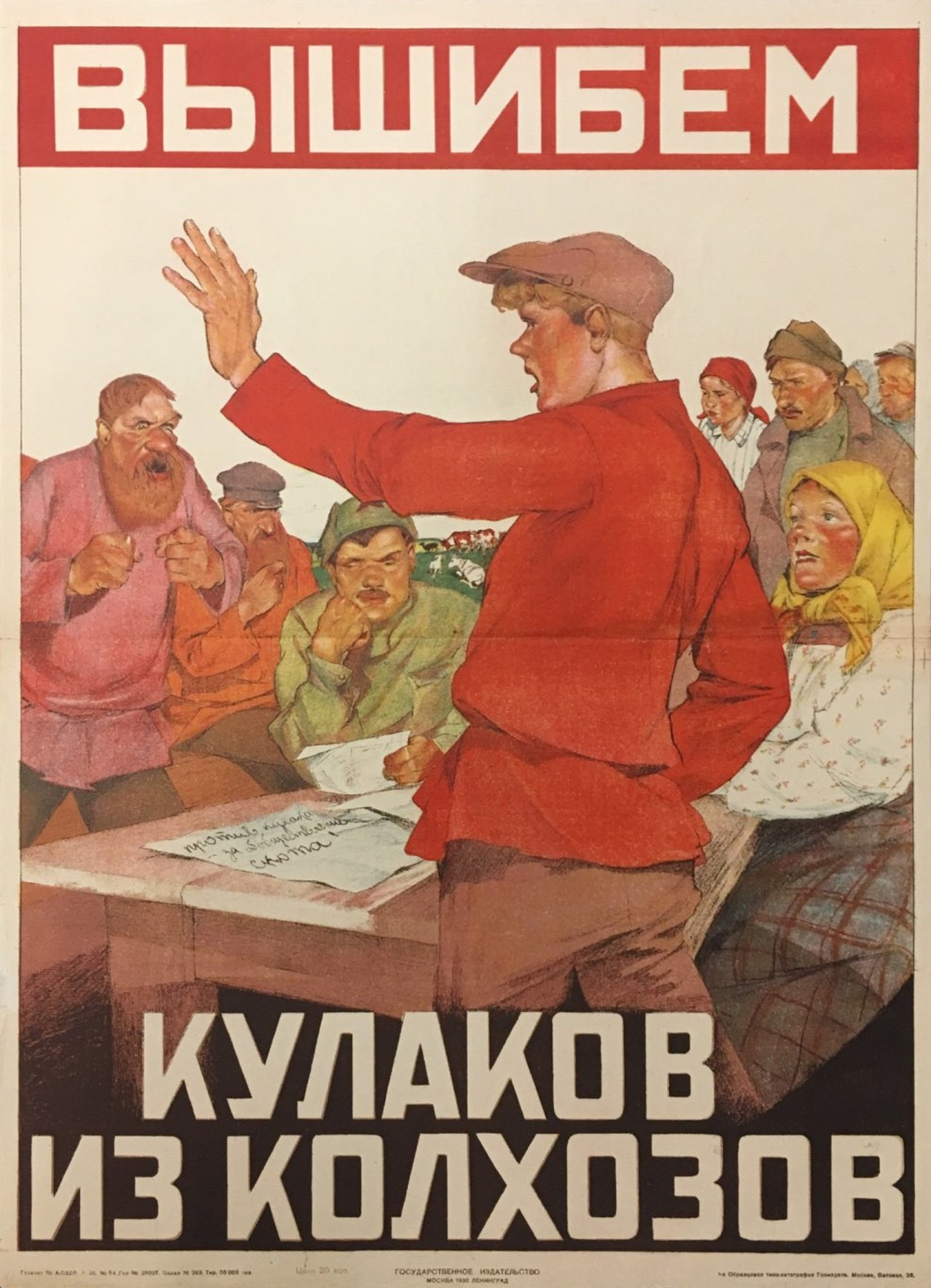
Радянський агітаційний плакат «Проженемо геть куркулів із колгоспів». 1930 рік

Курку́ль (вимоваⓘ, рос. кулак) — зневажлива назва заможного селянина. В Радянському Союзі конкретне значення істотно залежало від поточної політичної кон'юнктури та могло означати як заможного селянина, так і противника колективізації взагалі, незалежно від майнового стану.
На час здійснення Жовтневого перевороту 1917 р. частка пролетаріату в населенні Російської імперії становила трохи більше 3 %, а селян — не менше 85 %. Комуністичні класові концепції селянами не сприймались. За даними радянської статистики, по завершенню Громадянської війни лише 3 % селян були зараховані до куркулів, 55-60 відсотки були зараховані до середняків, та 35-40 відсотки до бідняків.

## Слово «куркуль»

### Етимологія
Слово «куркуль» має явно тюркське походження. Припускають, що джерелом могло бути тур. korkulu («той, що вселяє страх, страждання, небезпеку»), утворене від дієслова korkulmak («боятись»). Інша версія: від іншого турецького слова — kürklü («критий хутром», «вдягнутий у шубу»).

### Оригінальне значення
За твердженням доктора філологічних наук Л. Масенко, до другої половини 1920-х років слово «куркуль» не мало сучасного значення і фіксувалося у словниках з іншими значеннями. Наприклад, у «Словнику української мови» Б. Грінченка 1909 року значення слова «куркуль» розкривалось як «пришлый, захожій изъ другой мѣстности человѣкъ, поселившійся на постоянное жительство» та «прозвище, даваемое въ насмѣшку мѣщанами казакамъ черноморцамъ». Російсько-український словник В. Дубровського 1918 року подає такі переклади для російського слова «кулак» (у значенні «заможний селянин»): «глитай», «жмикрут», «дерилюд» (але не «куркуль»); також немає слова «куркуль» в ролі відповідника до російського слова «кулак» ані в російсько-українському словнику С. Іваницького і Ф. Шумлянського 1918 року, ані в російсько-українському словнику М. Уманця і А. Спілки 1890-х років.
Проте в сучасному значенні це слово є, наприклад, у «Російсько-українському словнику правничої мови» 1926 року (В. Войткевич-Павлович, Г. Вовкушівський та інші, головний редактор А. Кримський), а також у 4-му виданні російсько-українського словника О. Ізюмова 1930 року і 2-му томі академічного російсько-українського словника під редакцією А. Кримського та С. Єфремова 1929—1933 років.

## Проблема визначення
За словником Даля російський термін кулак тлумачиться таким чином: «Скупий, скряга, жидомор, кремінь, кріпиш; перекупщик, переторговщик, маклак, прасол, звідник, особливо у хлібній торгівлі, на базарах та пристанях, сам без грошей, живе обманом, обміром; … гуртовщик, скупщик і відгонщик тварин; розносчик, коробейник».
Однак, вже 1898 р. Ленін в праці «Розвиток капіталізму в Росії» починає відрізняти «куркулів», скупих перекупщиків та лихварів, які заробляють не власною працею в господарстві, та «заможних» селян. До середини 1920-тих ця назва поширилась на селян — дрібних підприємців, які не займались безпосередньо обробкою землі, наприклад, використовували найману працю, здавали в оренду «засоби виробництва» (тварини, знаряддя, машини та споруди) та на дуже заможних селян, статки яких вимірювали площею оброблюваних земель, наявністю засобів виробництва, розмахом підприємницької діяльності, доходом. В часи хлібозаготівельної кризи 1927—1928 рр. Сталін поширив назву «куркуль» та «підкуркульник» на всіх селян, які відмовлялись підкорятись політиці більшовицької партії або продавати надлишки за цінами, що їх встановлювала більшовицька диктатура. Після консолідації Сталіним влади, політизація слова стала догматичною, а значення повністю відірваним від реалій життя. За ідеологічною догмою куркулі не втрачали своєї куркульської сутності навіть після розкуркулення, або вступу до колгоспу. До куркулів могли зарахувати як родину куркуля, так і його онука чи правнука, або ж родичів.

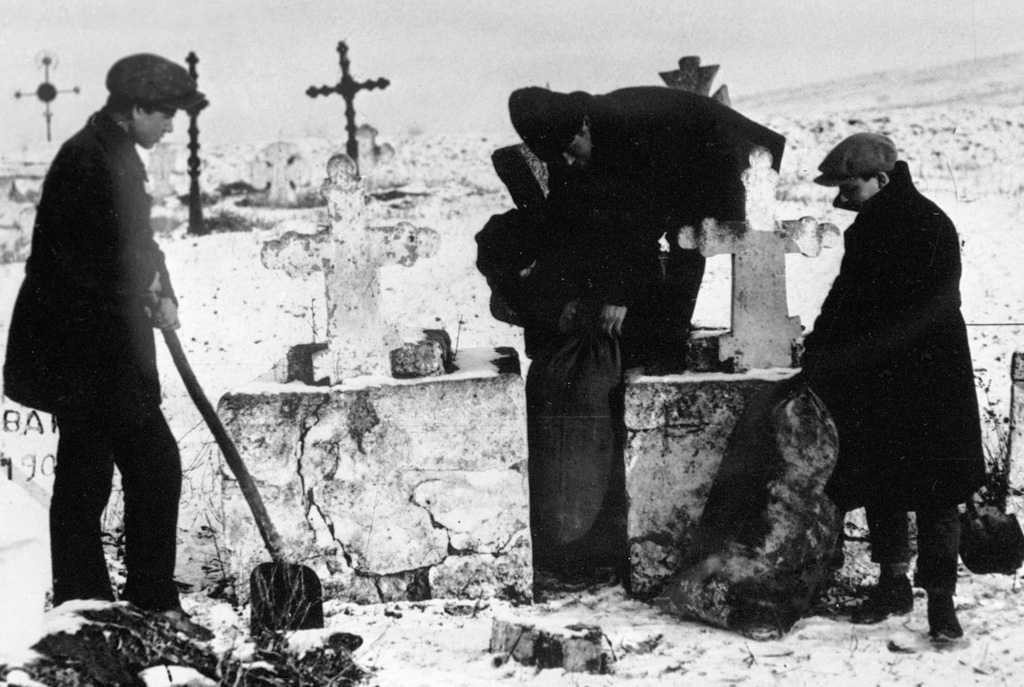
«Изъятие зерна у кулаков». (Комсомольці витягують зерно, заховане селянами на цвинтарі) Фото Макса Альперта, Україна, 1930

Впровадження категорії «підкуркульників» допомогло пояснити протести незаможних селян та «середняків». Ця категорія не належала до канонів марксизму та не була пов'язана з побутом або соціально-економічними факторами, а відносилась до області політичної свідомості. Підкуркульник міг бути родичем куркуля, колишнім працівником у куркуля, який лишився вірним роботодавцю, бідняком або середняком, якому незнайомі ідеали комунізму та якого ввів в оману куркуль, або просто через будь-яку причину вороже налаштований до радянської влади селянин. Підкуркульники вели «куркульську» діяльність через свою «куркульську сутність». Створення категорії підкуркульника дозволило партії замаскувати спротив селян проти її політики.
Селяни, які брали участь в заколотах та актах спротиву радянській владі в офіційних документах отримували назву «куркульські бандити» (рос. кулацкие бандиты), не залежно від того, чи були вони куркулями. Прикметник «куркульський» виявився набагато зручнішим за іменник «куркуль», оскільки його можна було поширити на всіх, чия поведінка відрізнялась від встановленої норми. По суті, «куркульський бандит» був втіленням всього того зла, від якого комуністи прагнули позбавити суспільство, аби воно могло рухатись до світлого майбутнього.
А ось думка письменника Федора Абрамова:

| Чи були куркулі у радянські часи? Не було! Як вони могли бути? Це що-ж, якісь-то глитаї грабували, пили кров з бідарів, наймитів, а радянська влада поглядала збоку на це? Авжеж. Ледве хтось починав кров'ю наливатися — лясь твердим завданням. А далі, закон про землю. Ти гадаєш у куркуля землі удесятеро більше, ніж у бідаря? Авжеж. По душах ділили. І різниця вся в тому, що так званий куркуль обробляв свій ґрунт, усе вичавлював із нього, а бідар квіточки, тобто бур'яни, вирощував. Звичайно, брали в оренду куркулі землю. Але знову ж таки кому від того збиток? Державі? У бідаря земля роками лежить необроблена, а у куркуля так званого вона хоча б родить. Ото тобі й уся політграмота про куркулів. Розкуркулювали найметкіших, по-хазяйському ініціативних селян. Збудував млин, завів смолокурню, маслоробку виписав — ворог. Ворог кожен, хто виявив бодай якусь-то ініціативу. У господарстві, у думках (скількох за язик було взято). Бажаний ідеальний громадянин — ледар, нероба. І ось хазяйновитих селян [знищили] під корінь, а люмпен-пролетарів поставили до керівництва сільським господарством. Трапився конфуз. Країна лишилась без хліба. Мільйони людей загинули від голоду.[11] Оригінальний текст (рос.) Были ли кулаки в советское время? Не было! Как они могли быть? Что-же, какие-то мироеды грабили, пили кровь из бедняков, батраков, а советская власть со стороны смотрела на это? Как бы не так. Чуть кто начинал кровью наливаться — хлоп твердым заданием. А потом, закон о земле. Ты думаешь у кулака земли в десять раз больше, чем у бедняка? Как бы не так. По душам делили. И вся разница в том, что так называемый кулак обрабатывал свой надел, все выжимал из него, а бедняк цветки, то есть сорняки, выращивал. Конечно, арендовали кулаки землю. Но опять же кому от этого урон? Государству? У бедняка земля годами лежит необработаная, а у кулака так называемого она хоть родит. Вот тебе и вся политграмота о кулаках<…> Раскулачивали наиболее расторопных, хозяйственно инициативных мужиков. Построил мельницу, завел смолокурню, маслобойку выписал — враг. Враг каждый, кто проявлял хоть какую-нибудь инициативу. В хозяйстве, в мыслях (сколько за язык было взято). Желанный идеальный гражданин — лодырь, бездельник. И вот хозяйственных мужиков под корень, а люмпен-пролетариев поставили руководить сельским хозяйством. Вышел конфуз. Страна осталась без хлеба. Миллионы людей погибли с голоду. |
Уявлення про куркуля, яке закріпились в масовій свідомості, можна віднести до демонології, а не до класового аналізу. Дегуманізація образу селянина поглибила кризу у відношеннях між партією та селом.

### Варіанти визначення
Нарком землеробства СРСР О. П. Смирнов у памфлеті 1926 р. ділив заможних селян на дві категорії: «нетрудові, експлуататорські господарства» та «трудові селянські господарства, які знаходяться в заможній частині середняцької групи». До першої категорії він відносить, передусім, куркулів. Смирнов наголошує на тому, що «куркулями» він називає «саме експлуататорів лихварського типу».
Відповідно до теорії та практики російських марксистів, селянське населення країни поділялося на три основні категорії:
- Куркулі — заможні селяни, які використовують найману працю, сільська буржуазія, спекулянти. Радянські дослідники відносять до ознак куркульства «експлуатацію найманої праці, утримання торговельно-промислових закладів, лихварство»[14]. Однак, справедливе твердження, що «ясного розуміння того, що ховається за цим популярним виразом „куркульство“, геть нема»[15]
- Сільська біднота, у першу чергу наймані працівники (наймити)
- Середняки — селяни, які мають середнє економічне становище між бідняками та куркульством

У більшовицькій практиці термін «куркуль» набуває, природно, практичнішого і політизованого значення, поступається місцем оцінці морально-етичних якостей людини. Володимир Ленін дає таке визначення «куркуля»:
|  | «Куркуль»: всякий селянин, який зібрав хліб власною працею і навіть без застосування найманої праці, але ховає хліб, перетворюється на експлуататора, кулака, спекулянта. |

У той же час, в його працях трапляється багато протиріч та неоднозначності в розмежуванні термінів «середняк» і «кулак», які вплинули на ідеологію радянської влади на багато років, та на перебіг розкуркулення. Однак, можна знайти і деякі ознаки куркульства — експлуатація праці, що відрізняє його від середняка:
|  | Середняк — це такий селянин, який не експлуатує чужу працю, не живе чужою працею, не користується в жодній мірі та жодним чином плодами чужої праці, а працює сам, живе власною працею ... Середній селянин, це той, хто не експлуатує і сам не зазнає експлуатації, який живе дрібним господарством, своєю працею ... середняк не вдається до експлуатації чужої праці ..., живе своїм господарством |

Трохи згодом Ленін допускає і експлуатацію робочої сили селянами-серядняками і навіть нагромадження капіталу:
|  | Під середнім селянством в економічному сенсі слід розуміти дрібних землевласників, які володіють на правах власності або оренди невеликими ділянками землі, але все ж які, по-перше, дають ... не тільки убоге утримання сім'ї і господарства, але і можливість отримати певний надлишок, здатний, по щонайменше в найкращі роки, перетворюватись в капітал, і які, по-друге, вдаються досить часто (наприклад, в одному господарстві з двох або з трьох) до найму чужої робочої сили |

Олексій Риков на XIII з'їзді ВКП(б) в травні 1924 року заявив про куркульство таке: «Безсумнівною ознакою є те, що воно живе не тільки своєю працею, а й роботою інших, від експлуатації чужої робочої сили, від торгівлі, від здачі в оренду і т. д.»
Михайло Калінін, в статті в газеті «Известия» від 22 березня 1925 р. розцінює куркульство вже, фактично, не як клас або суспільний прошарок, існування якого на даному етапі він заперечував, а, навпаки, як деяких осіб, «вимираючих одиниць дореволюційної Росії»:
|  | Говорити про куркуля як про суспільний прошарок зараз можна лише в тому випадку, якщо вважати, що кожен сільськогосподарський підприємець є куркулем, якщо за інерцією військового комунізму всякого справного селянина вважати куркулем. Куркуль — це тип дореволюційної Росії. Куркуль це жупел, це привид старого світу. У всякому випадку, це не суспільна верства, навіть не група, навіть не купка. Це вимираючі вже одиниці. |

Тим не менш, з 1923 по 1928 рр. в період нової економічної політики революційна влада фактично проводить так званий «курс на куркуля».
Ще 1925 р. вирішувалось питання про денаціоналізацію землі — цю ідею просував Йосип Сталін, котрий передбачав підтримку особистих індивідуальних господарств та передачу у власність земельні ділянки «навіть і на 40 років», заявляючи, що «є люди, які думають, що індивідуальне господарство вичерпало себе, що його не варто підтримувати … Ці люди не мають нічого спільного з лінією нашої партії». Схожі заяви робив і Олексій Риков на XIV конференції, голова уряду, пізніше названий «прихованим агентом Льва Троцького» і захисником-заступником куркульства:
|  | Розвиток індивідуальних господарств селянства є найважливішим завданням партії ... При наданні умов для вільного накопичення в куркульських господарствах збільшується темп накопичення у всьому господарстві, швидше зростає загальнонаціональний дохід, збільшуються матеріальні можливості реальної господарської підтримки незаможних бідняцьких господарств, розширюються можливості зменшення надлишкового населення, того населення в селі, яке не знаходить собі роботи... Нам не загрожує розвиток буржуазних відносин на селі, ми зуміємо використати кошти, які відкладаються в зростаючому шарі нової буржуазії. |

17 квітня 1925 р. на губернській конференції про необхідність підтримки заможного селянства і куркульства Микола Бухарін заявив:
|  | Дрібна буржуазія зараз може бути всунута в такі рамці, що разом з нами братиме участь в соціалістичному будівництві... Наша політика по відношенню до села має розвиватись в такому напрямку, щоб розсувались і частково знищувались обмеження, які гальмують зростання заможного і куркульського господарства. Селянам, всім селянам, треба сказати: «збагачуйтеся, розвивайте своє господарство і не турбуйтеся, що вас притиснуть». |

При цьому, все ж таки, «влада обкладала куркуля підвищеним податком, вимагала продаж хліба державі за твердими цінами, обмежувала куркульське землекористування, обмежувала розміри куркульського господарства.. але не вела ще політики ліквідації куркульства». Проте вже 1928 р. курс на куркуля був згорнутий, поступившись курсу на ліквідацію куркульства як класу.
Описуючи ситуацію в СРСР часів НЕПу, берлінське видання російських меншовиків «Соціалістичний вісник» писав таке:
|  | Влада повертається обличчям до міцного селянства, до куркуля. Теорія класової боротьби заміщується теорією гармонії інтересів міцного господарства і сільської бідноти. Сільська адміністрація вже зараз все більше потрапляє під вплив куркульських елементів. Курс на куркуля процес цей безсумнівно прискорить ... Весь період військового комунізму виявився перехідним не від капіталізму до комунізму, а від старого поміщицько-капіталістичного до нового селянсько-капіталістичного господарства ... Зростають капіталістичні фірми, оренди, застосування найманої праці в селянському господарстві, лихварство, кабальні угоди. Зростає процес політичного оформлення буржуазних елементів, зростає їх класова свідомість, зростає класова ворожнеча між ними і пролетаріатом. |

В'ячеслав Молотов в 1925 р. на квітневому Пленумі ЦК заявляє: «багатий мужик в умовах НЕПу — ось економічно що таке куркуль», пізніше буде повідомлено: «заможність ще не свідчить про куркульство». Раніше Лев Троцький заявляє: «слово „куркуль“ пов'язане з відносинами ще напівкріпосницького ладу, із засиллям поміщика, справника. У нас же зараз утворюється на селі власник-фермер нового типу. Звичайно, ми можемо по старій пам'яті називати його куркулем, але набагато правильніше назвати його фермером капіталістичного типу». М. Бухарін, в свою чергу, навіть вважає цей термін застарілим, явищем часів комбідів: «Термін куркуль нагадує в селі часи розкуркулення, часи комнезамів; гальмує зростання багатства, заможності селянства».
Однак, таке явище було тимчасовим в житті терміна «куркуль» і пов'язане з активною підтримкою селянства часів нової економічної політики і трохи раніше.
21 травня 1929 р. РНК СРСР видає Постанову «Про ознаки куркульських господарств, в яких повинен застосовуватися Кодекс Законів про працю», де вперше законодавчо визначено деякі критерії визначення терміна «куркуль» в контексті ознак куркульського господарства:
1. систематично застосовується наймана праця;
2. наявний млин, олійниця, крупорушка, просушування …, застосування механічного двигуна …,
3. здача в найм складних сільськогосподарських машин з механічними двигунами
4. здавання в найм приміщень
5. заняття торгівлею, лихварством, посередництвом, наявність нетрудових доходів (наприклад, служителі культу)

У 1920-і роки питома вага сільських жителів в країні перевищував 80 відсотків усього населення, що робило проблему селянство найбільш значущою в державі.
Використання багатьма «куркулями» найманої праці дозволяло розглядати їх як «експлуататорський клас», потенційно ворожий комуністам; традиційним союзником радянської влади ставала біднота.

## Кількість
Розмитість визначення та відсутність чітких критеріїв належності до категорії ускладнило задачу обчислення кількості куркулів. Наприклад, на думку Володимира Леніна, до Громадянської війни та Жовтневого перевороту 13.3 % домашніх господарств належали до куркулів, та лише 9 % за даними Центрального статистичного управління.
До революції куркулі мали 80 мільйонів гектарів землі; за даними Немчінова, ними виготовлялось 38 % борошна, на них припадало 34 % товарного виробництва, на них припадала половина ринку борошна. Не менше 600 000 домогосподарств мали понад 55 гектарів землі. Однак, після впровадження комбедів та завершення Громадянської війни ця верства майже зникла.
Однак, вже 1925 р. стали з'являтись ознаки розшарування на селі, а кількість куркулів залежала від того, яка установа їх лічила.
Так, 1927 р. Раднарком встановив, що 3.9 % з 20 мільйонів господарств (або 782 000 господарств) були куркульськими, трохи згодом, Наркомзем нарахував вже 4.2 % а 1928 р. Сталін дійшов висновку, що 5 % господарств куркульські. На початку 1929 р. Держплан називав цифру в 3.9 %, Данілов в кінці НЕПу називав 3.2 %. Різниця між цифрами Сталіна та Данілова відповідає 400 000 господарств, або щонайменше 2.5 мільйона людей. 1929 р. Молотов вважав, що куркульськими є 1.2-1.3 мільйона домогосподарств. В грудні того ж року, відповідальний за розкуркулення підкомітет Політбюро ЦК КПРС вважав, що членами куркульских родин є від 5 до 6 мільйонів людей.

## Розкуркулення

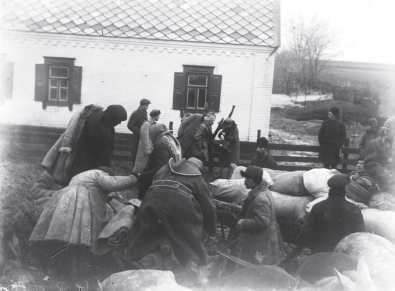
Розкуркулення селянина П. Масюка в с. Удачне Донецької області, 1934 р.

Під час колективізації (1928—1932) розповсюдився термін розкуркулювати — примусово, без суду та слідства лишати селянина, який вважався куркулем, засобів виробництва, землі та всіх громадянських прав. Потрапити у куркулі міг практично будь-який селянин. Доля людей, звинувачуваних у тому, що вони є куркулями, вирішував не суд, а так звані «трійки від НКВД» або ОСО НКВД. Наслідки розкуркулення — у людей забирали все майно, висилали у найвіддаленіші місця або ГУЛАГи. У результаті колективізації були знищені або вислані із рідних місць сотні тисяч селян та їх сімей. В Україні, за роки колективізації, експропрійовано близько 200 тис. селянських господарств, враховуючи членів сімей це становило приблизно 1,2–1,4 млн постраждалих. Понад половину з них — близько 860 тис. чол. — виселили на Північ і до Сибіру.
Для тих, хто противився розкуркулюванню, але самі не могли бути зараховані до числа куркулів, використовувався термін «підкуркульник» (рос. подкулачник). Ними, як правило, були твердоздатчики. Отже, партія знайшла вихід із хлібних труднощів у реконструкції сільського господарства — будівництво радгоспів та колективізація бідняцько-середняцьких господарств, ведучи боротьбу з куркульством.
З весни 1929 року на селі проводяться заходи, спрямовані на збільшення відсотка колективних господарств — комсомольські походи «за колективізацію». У великій мірі адміністративними діями вдалося добитися суттєвого зростання колективних господарств, товариств по спільному обробітку землі.
7 листопада 1929 року до XII річниці жовтня, у газеті «Правда» № 259 публікується стаття Й. Сталіна «Рік великого перелому», в якій 1929 рік був проголошений роком «корінного перелому в розвитку землеробства». Ця стаття визнана більшістю істориків відправною точкою загальної колективізації.
«Спущена на місця колективізація» проходила згідно з тим, як її бачив конкретний чиновник. Райони змагались між собою в тому, хто швидше отримає більший відсоток колективізації. Широко застосовувались різні репресивні заходи, описані Й. Сталіним у його березневій статті. Рекомендації у проведенні колективізації, вказані у самому тексті статті та в секретних додатках, у більшості не виконувались, а місцями і «перевиконувались» (щодо «відсотка» куркулів і терміну проведення колективізації).
Це викликало протидію селянства. Крім того, селяни знищували худобу (переважно молодняк) та інвентар. Дослідники[які?] називають три причини такої поведінки: 1-а — щоб не визнали куркулем, 2-а — щоб не дісталось державі, 3-я — в колгоспі все і так дасть держава.
У 1929—1930 рр. до куркулів зараховували усіх тих, хто брав участь у русі опору колективізаціı̈, політиці примусовоı̈ хлібозаготівлі, антиколгоспній агітаціı̈. 21 січня 1930 р. в статті «До питання про політику ліквідаціı̈ куркульства як класу» Й. Сталін обґрунтував черговий курс, спрямований на перехід «…від староı̈ політики обмеження і витіснення капіталістичних елементів села до новоı̈ політики ліквідаціı̈ куркульства як класу». У роки Голодомору 1932—1933 рр. до куркулів приписали інші соціальні категоріı̈, яких підозрювали у так званому «куркульському саботажі», ухильництві від виконання хлібозаготівлі. Куркулями вважали «твердоздавців», «експертників», тобто селян, які мали індивідуальний план заготівлі хліба. На них припадала основна частина суми самообкладання, тобто додаткового податку, натурально-грошового штрафу. Якщо колгоспника визнавали куркулем, його виключали з колгоспу без повернення майна і трудоднів, а загалом куркулів не приймали до колгоспу згідно з інструкцією Укрколгоспцентру від 17 листопада 1930 р. Так звані куркулі помирали від голоду в Украı̈ні, по дорозі до Сибіру та в таборах для спецпереселенців. Ярлик «шкідницька робота глитая» означав класовий вирок, тому селян піддавали фізичним тортурам, знущанням, засуджували до смертноı̈ кари і відправляли до таборів. Політика ліквідаціı̈ «куркуля як класу» стала свідомим винищенням украı̈нських селян, проявом соціал-шовінізму. До ı̈х фізичного винищення та економічного руйнування особисто закликав Й.Сталін у червні 1930 р. Куркулі зазнали конфіскаціı̈ майна, його публічного розпродажу, позбавлення засобів харчування і депортаціı̈.

## У художніх творах
- Лук'ян Підпара — персонаж повісті М. М. Коцюбинського «Fata Morgana»
- Фрол Рваний — персонаж роману М. О. Шолохова «Піднята цілина»